# Arboretum Vilmorin
Pour les articles homonymes, voir Vilmorin.
Cet article décrit l'arboretum privé nommé "arboretum Vilmorin". Ne pas confondre avec arboretum municipal de Verrières-le-Buisson, parfois nommé "arboretum municipal Roger de Vilmorin".

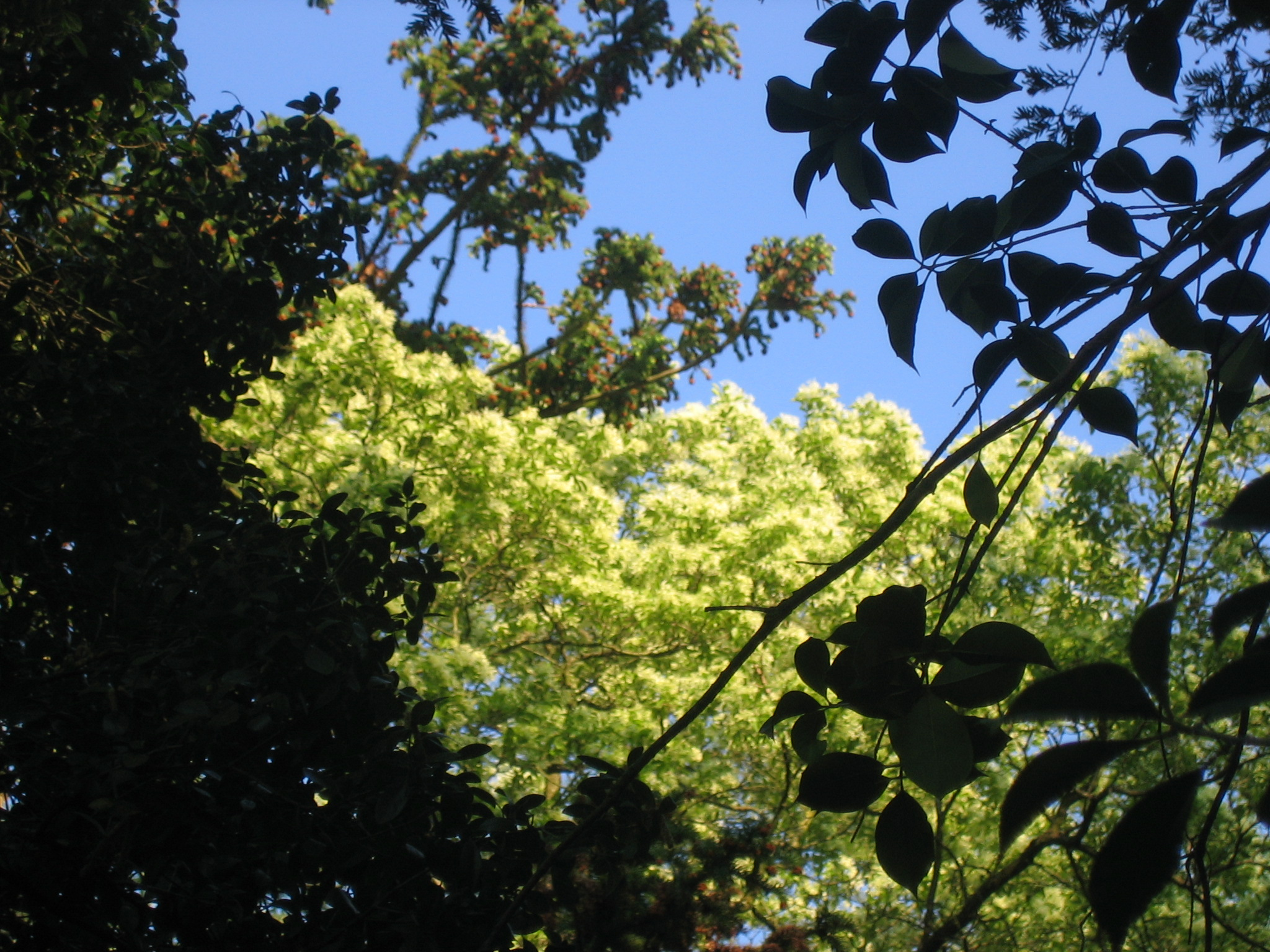
Chiomanthus retusus

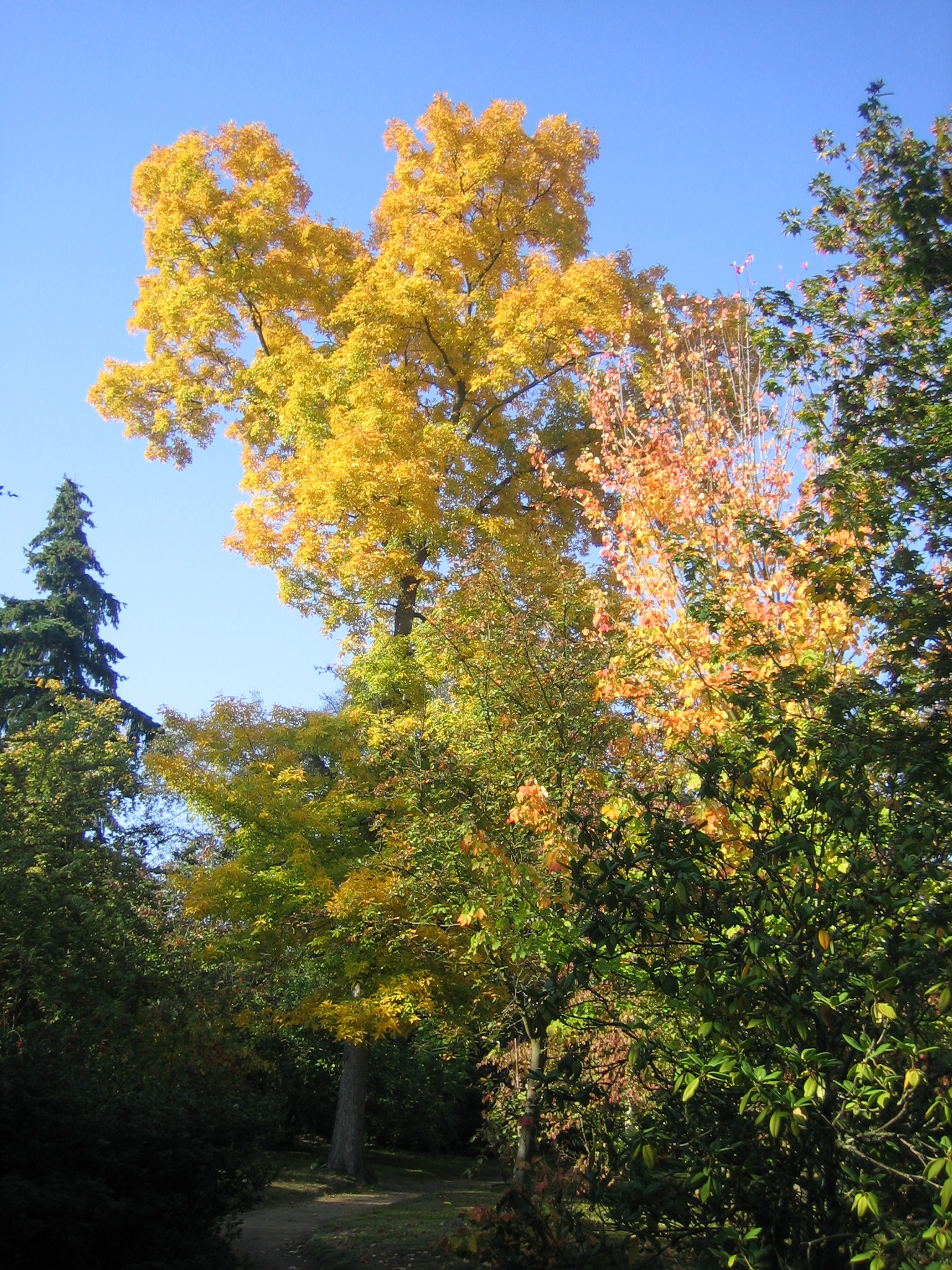
Carya glabra

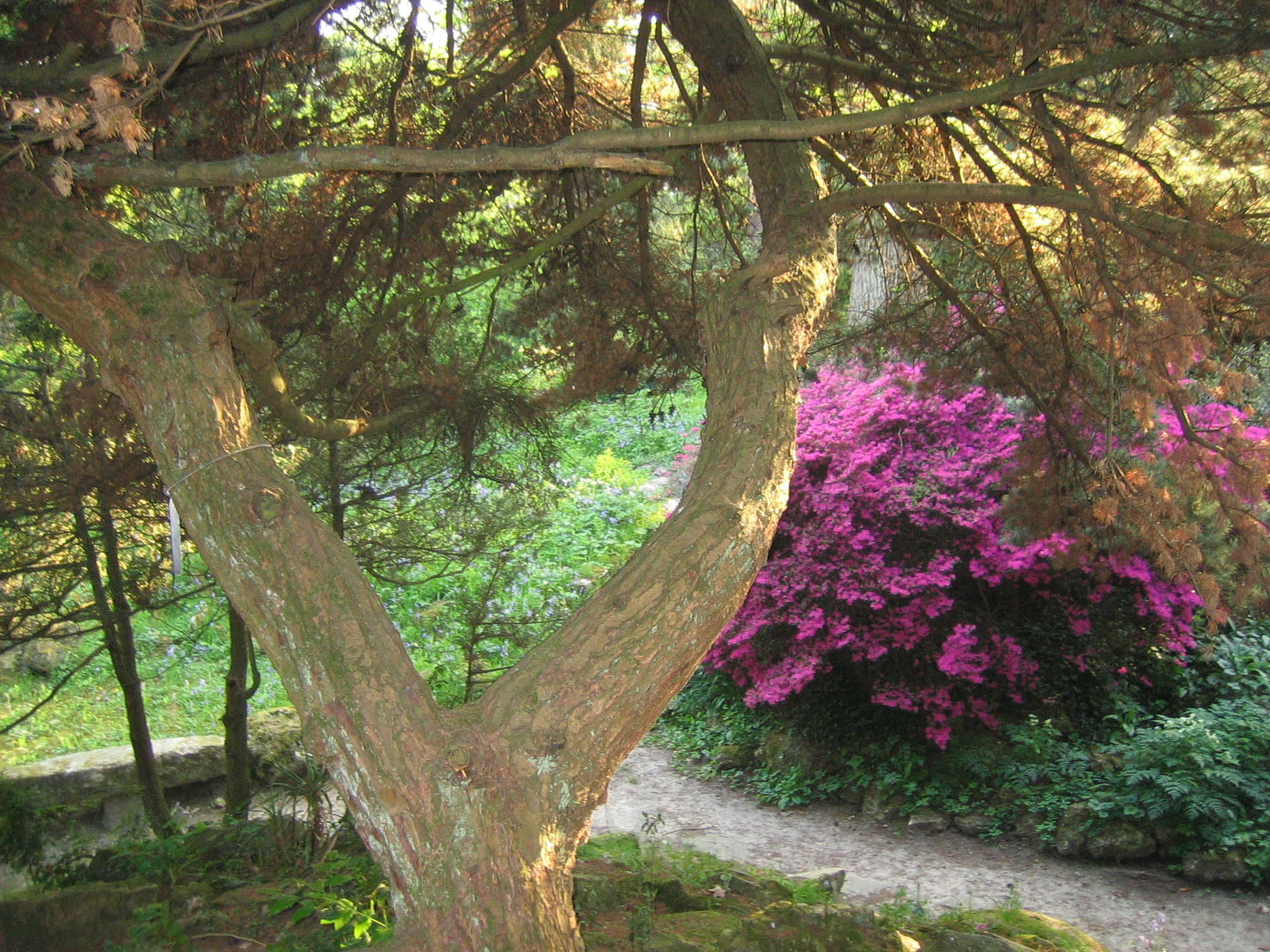

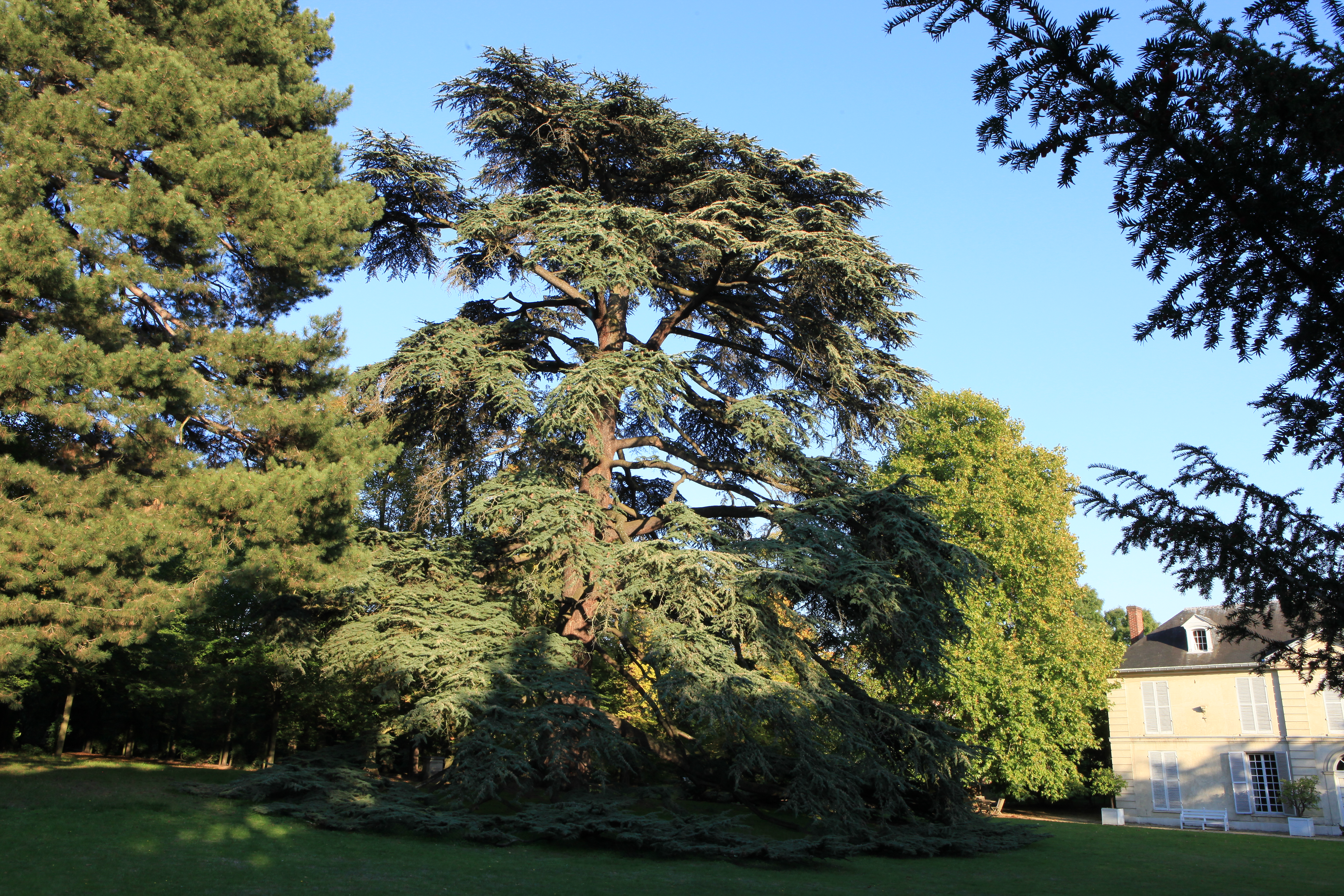
Cedrus libani

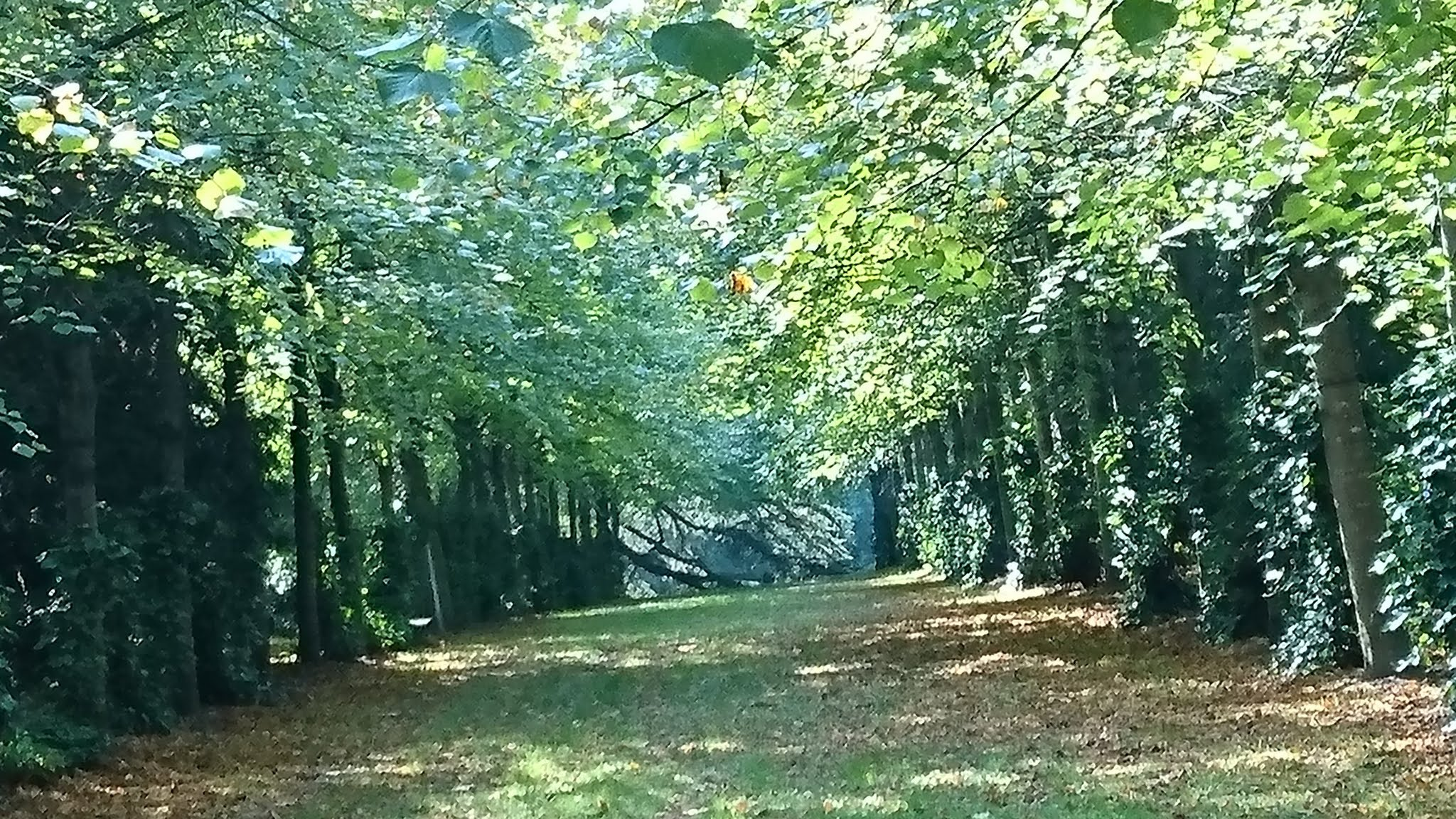
Allée de tilleuls

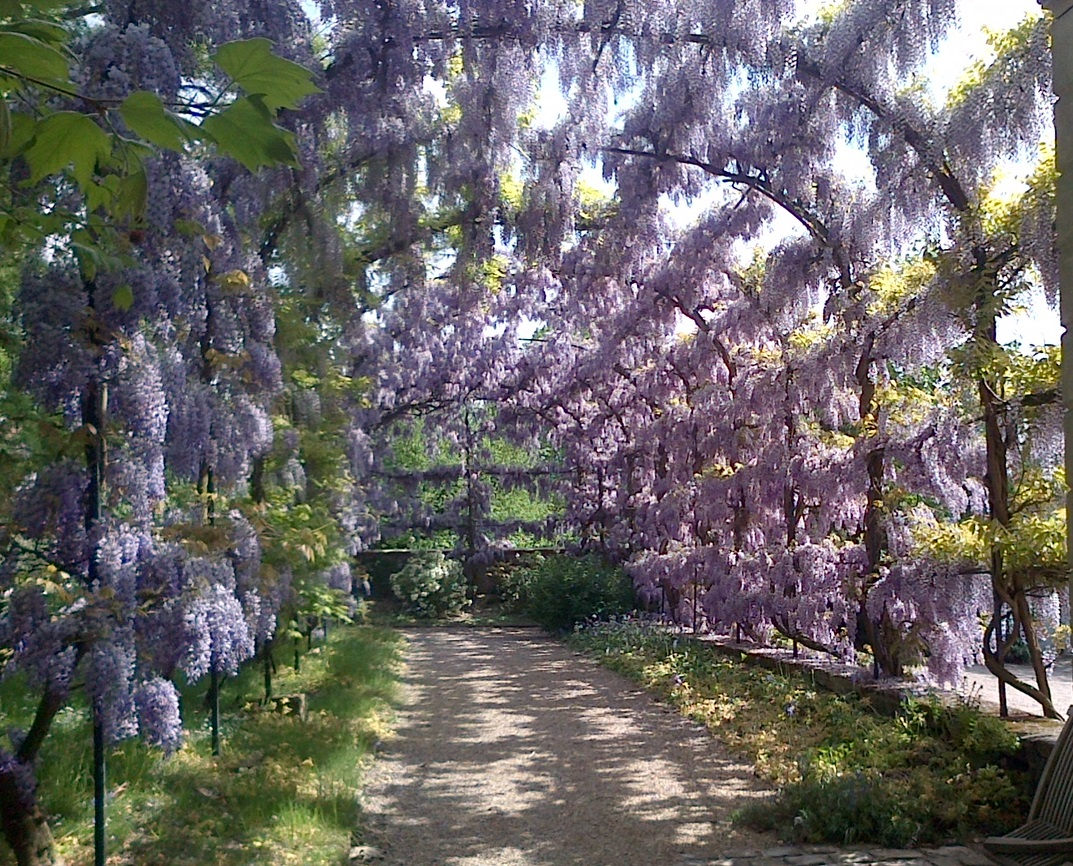
Wisteria sinensis

L'arboretum Vilmorin et ses bâtiments, situé à Verrières-le-Buisson, ancien relais de chasse de Louis XIV, ont été acquis par Philippe André de Vilmorin en 1815. Le choix de ce lieu a été réalisé tout spécialement pour la qualité de ses sols et sa proximité de Paris.
Ce parc de quatre hectares, ceint de murs dont le plan est attribué à André Le Nôtre, est transformé par Philippe-André de Vilmorin en un lieu d'acclimatation d'arbres et d'arbustes venus du monde entier.
En 1821, il acquiert des terres à proximité de Nogent-sur-Vernisson (Loiret) qui deviendront l'arboretum des Barres. Arboretum dans lequel étaient présents la majorité des sujets de Verrières-le-Buisson, mais sur une plus grande échelle.
L'arboretum Vilmorin est remarquable comme lieu de première acclimatation en Europe, au milieu du XIXe siècle, d'arbres et d'arbustes venant de toutes les régions du monde. Variétés souvent rapportées par des missionnaires et explorateurs envoyés par la famille Vilmorin (Extrême-Orient, Amérique, Afrique du Nord, Sibérie et Caucase).
Depuis le début du XIXe siècle, neuf générations de Vilmorin se sont occupés de l'Arboretum dans un esprit de continuité dans l'entretien et le développement des collections. Il s'agit surtout de variétés telles que : Philadelphus, Berberis, Deutzia, Quercus, Acer, Malus, Lonicera, Rhododendrons et Euonymus. Édouard André, ami de la famille Vilmorin, est intervenu pour y créer les chemins d'eau.
Aujourd'hui la famille Vilmorin, aidée d'un comité scientifique composé d'éminents dendrologues, a développé deux axes pour les nouvelles introductions : plantation de taxons dédiés à la famille Vilmorin, introduction de genres mono et bispécifiques ou comptant moins de 10 taxons si possible venant de Chine (Macdenia, Flacoutiacées tels Carrierea, Idesia, Poliothyrsis et Hamamélidacées). 800 espèces, 300 genres et 5.500 références ont été répertoriées et mises sur informatique.
L'arboretum Vilmorin quoique privé, peut être visité sur demande écrite. Ces visites, en dehors des journées européennes du patrimoine, sont le plus souvent réservées aux spécialistes du fait de la fragilité des variétés existantes dans l'Arboretum.
Mitoyen, l'arboretum municipal de Verrières-le-Buisson, appelé "La Maison des Arbres et des Oiseaux, réserve naturelle volontaire Roger de Vilmorin" couvre une surface de 1,5 ha.